# Molí del Tarruella
Molí del Tarruella és un antic molí fariner del municipi d'Ivorra (Segarra) inclòs en l'Inventari del Patrimoni Arquitectònic de Catalunya.

## Descripció
L'edifici actual respon a una sèrie de reformes dutes a terme a partir del segle xviii que van convertir l'antic molí fariner en habitatge. De l'estructura originària només queda la primitiva sala de moles, reconvertida posteriorment en celler, al qual no s'hi pot accedir a causa del seu mal estat.
Pel que fa a l'estructura de l'actual edifici, està realitzat amb paredat arrebossat superficialment, coberta a dues aigües i estructurat amb planta baixa, primera planta i golfes.
La planta baixa està totalment coberta per la vegetació que ha crescut al seu voltant que en dificulta la seva visió. A la primera planta observem un balcó central acompanyat per tres finestres, dues de grans dimensions amb represa inferior i una altra, segurament oberta posteriorment de menors dimensions. A les golfes hi ha tres obertures més de mitjanes i petites dimensions, col·locades sense seguir cap mena de simetria.

## Història
Apareix documentat al segle xvii en un plet entre la vila de Torà i Cinto Tarruella d'Ivorra. A finals del segle xix deixà de funcionar a causa de la construcció d'una farinera més gran.